# Hanggai
Gli Hanggai (杭盖乐队S, Hánggài YuèduìP) sono un gruppo musicale folk rock cinese, proveniente da Pechino ma con origini mongole. La band, infatti, è nota per utilizzare un mix di musica tradizionale mongola e strumenti e stili moderni, quali il punk rock.

## Origini
A causa della loro unione unica di generi diversi, gli Hanggai sono in effetti un caso raro nella scena musicale cinese, dominata da generi pop quali mandopop e cantopop. La loro unicità nella scena musicale nazionale deriva anche dalla lingua usata nelle loro canzoni (quella mongola), che a differenza del mandarino standard indica la loro provenienza culturale, che ha radici nella provincia cinese della Mongolia Interna. Nonostante l'indubbia provenienza culturale della loro musica, tre dei membri della band sono in effetti cinesi Han specializzati nello studio di musica e strumentazione mongola.
Il termine Hanggai, in lingua mongola, viene usato per riferirsi ad un paesaggio naturale idealizzato formato da immense praterie, montagne, fiumi, alberi e cieli azzurri, un ideale di paradiso per i popoli delle steppe. Il gruppo stesso si formò intorno al 2007, quando il leader Ilchi partì alla ricerca delle sue radici etniche e culturali nella Mongolia Interna. Incontrò lì coloro che sarebbero diventati suoi compagni di band, ferrati nell'arte del canto armonico, Hugejiltu e Bagen. In un'intervista con la stazione radio NPR, Ilchi ha dichiarato che "La maggior parte della nostra gente si è allontanata dal vecchio stile di vita... dopo essersi trasferiti in città, molti di noi sono stati gradualmente soggetti a una fortissima invasione culturale da parte di una cultura oppressiva. Questa musica tradizionale ha completamente perso i propri spazi".

## Stile e influenze musicali
I membri del gruppo provengono da diversi background musicali, in particolar modo nella musica alternativa. Un esempio è il cantante Ilchi, ex-frontman del gruppo punk pechinese T9, che ha imparato il canto armonico mongolo dal maestro Odsurung, presidente dell'Associazione di Canto Armonico della Mongolia ad Ulan Bator, successivamente fu invitato dall'Ensemble di Musica e Danza della Mongolia Interna per dei workshop sulle arti mongole. Prima della formazione degli Hanggai, Ilchi era membro di un gruppo punk di Pechino, i T9, che ha partecipato al documentario del 2005 sul rock cinese Beijing Bubbles. 
Le esperienze molto diversificate dei diversi membri hanno permesso agli Hanggai di creare un sound unico, che unisce la musica folk mongola a forme musicali moderne, quali il punk rock. In una delle molte interviste, il frontman Ilchi ha annoverato tra le influenze del gruppo artisti occidentali quali "Pink Floyd, Radiohead, Rage Against the Machine, Secret Machines, Electrelane e Neil Diamond", che hanno avuto un ruolo primario nella formazione di quella che è l'attuale musica degli Hanggai. Infatti, sebbene gli strumenti principali degli Hanggai siano i tradizionali morin khuur e tobshuur, il gruppo incorpora sound e strumenti della produzione popolare occidentale. Tali sound si notano già dal loro primo album, Introducing Hanggai, in cui il moderno suono fluido viene reso dall'ampio uso di chitarra e basso elettrici, banjo e programmazione al computer.
Quasi tutte le canzoni dei primi album degli Hanggai sono adattamenti di melodie tradizionali mongole, tutte cantate in lingua mongola. Nella maggior parte dei casi figura la tecnica tradizionale del canto armonico (letteralmente dall'inglese: "canto di gola"), che permette all'artista che la utilizza di emettere due o più frequenze vocali diverse nello stesso momento.

## Politica culturale
Un obiettivo considerevole degli Hanggai come gruppo musicale è di aiutare a rafforzare la cultura mongola in Cina. "L'esplorazione musicale di Ilchi mette in luce anche le contraddizioni della riscoperta della propria identità nella Cina moderna: lui stesso è un membro dell'etnia mongola che ha dovuto imparare daccapo la sua lingua per poterla usare nella musica, cantando di uno stile di vita in via di estinzione che lui stesso non ha mai effettivamente vissuto". Sebbene molte delle loro canzoni, come Wuji, si rifanno ad una vita pastorale dai toni semplici, con testi quali "Le amate praterie dove sono nato... canterò il mio amore per voi per sempre... la mia amata madrepatria Mongolia... canterò per te suonando il mio banjo...", in realtà gran parte delle canzoni degli album si intersecano con i sound della trafficata vita di strada di Pechino. Queste intersezioni permettono di comprendere ancor di più le complicazioni del riscoprire la propria identità etnica all'interno di una cultura mainstream predominante.
In un articolo sulla rivista musicale Spinner, quando gli è stato chiesto delle complicazioni derivate dalla categorizzazione della musica degli Hanggai come "cinese", il frontman ha risposto che "la musica degli Hanggai è una musica mongola molto tradizionale. Alcune delle nostre canzoni, però, sono influenzate dalla musica cinese, poiché la stessa musica mongola è stata influenzata da quella cinese dopo la fondazione della Repubblica Popolare nel 1949, un periodo di molto precedente alla nostra stessa nascita! Ne siamo stati influenzati durante la crescita, ma siamo ancora alla ricerca delle nostre radici musicali".
Il produttore Robin Haller ha chiarito storicamente che ci sono "sempre state relazioni strette e complicate tra la maggioranza etnica cinese degli Han [...] e i popoli che vivono lungo i confini: tibetani, uiguri musulmani e, ovviamente, anche i mongoli. Alcune dinastie cinesi furono fondate dai popoli invasori del nord, è per questo che le canzoni mongole e la cultura delle steppe in generale sono ancora considerate "cinesi" dagli ascoltatori locali... ma è un "cinese" nel senso più ampio possibile del termine. Forse un'analogia migliore sarebbe il modo in cui le canzoni celtiche sono percepite nel Regno Unito; molti ascoltatori inglesi le considererebbero britanniche, ma sono comunque esotiche, bellissime e leggermente pericolose in un modo che non appartiene alla musica folk inglese!".
Suonando canzoni tradizionali mongole ed incorporando elementi di musica popolare, gli Hanggai esprimono la voce di una generazione che vive circondata dalla cultura dei mass media, ma che cerca di riconnettersi con le proprie radici etniche. Ilchi, a tal proposito, ha dichiarato che "Le radici della musica degli Hanggai risalgono alla tradizione mongola... ma la musica degli Hanggai non parla dei tempi antichi di Genghis Khan, piuttosto riflette lo stile di vita e l'etica del popolo mongolo".
A febbraio del 2015, per la prima volta gli Hanggai hanno partecipato ad un programma televisivo mainstream cinese, Sing My Song, una competizione musicale in cui hanno ottenuto il secondo posto.

## Discografia
- Hanggai (Beijing Dongfang Yingyin, 1 aprile 2007)
- Introducing Hanggai (World Music Network, 28 luglio 2008)
- He Who Travels Far (World Connection, 18 ottobre 2010)
- Four Seasons （Starsing Records, 1 maggio 2012)
- Baifang (Harlem Recordings, 7 febbraio 2014)

La canzone 酒歌 (Jiu Ge / Drinking Song) è stata registrata a spizzichi e bocconi mentre i membri del gruppo si trovavano realmente ad una festa sotto effetto di alcol. La canzone è stata creata unendo i pezzi di registrazioni audio di quella serata. La stessa canzone è stata registrata anche da un gruppo musicale olandese, i Jovink, che l'hanno utilizzata come colonna sonora del festival musicale del 2009 Zwarte Cross.

## Formazione

### Formazione attuale
- Yiliqi (Ilchi) - voce, tobshuur
- Yilalata (Sheng Li) - voce, chitarra
- Batubagen (Bagen) - voce (canto difonico), morin khuur
- Huricha (Hurcha/Lao Hu) - voce
- Ailun (Allen) - chitarra
- Niu Xin - basso
- Meng Da - percussioni

### Ex componenti
- Hugejiltu
- Wu Junde
- Li Zhongtao
- Xu Jingchen

## Tournée
Sebbene sia conosciuto globalmente come uno dei maggior festival di musica metal al mondo, nel 2010 il tedesco Wacken Open Air ha ospitato anche gli Hanggai.
Nel 2011 la band ha suonato in diverse città del mondo. Tra i festival più importanti a cui ha partecipato, figurano il Sydney Festival australiano a gennaio, il Bonnaroo Music & Art Festival a Manchester, nel Tennessee statunitense a giugno, seguito dal Woodford Folk Festival nel Queensland australiano a dicembre dello stesso anno.
Nel 2012 gli Hanggai sono approdati anche in Italia, suonando al festival di musica folk Volxfesta di Bolzano.
Dal 2010, inoltre, la band organizza un festival annuale di musica indie folk in varie location della Cina, chiamato per l'appunto Hanggai Music Festival. Tra i gruppi invitati a suonare, hanno figurato nomi indipendenti di varie nazionalità, quali Huun-Huur-Tu e The Randy Abel Stable.